# Thai Rak Thai
De Thai Rak Thai, afgekort TRT (letterlijk Thai houden van Thai) (Thai: พรรคไทยรักไทย, Phak Thai Rak Thai), was een populistische partij in Thailand, die werd opgericht en voorgezeten door de gewezen telecomgigant Thaksin Shinawatra. Motto was Kid mai, Tham mai (Denk nieuw, doe nieuw).
De partij behaalde een absolute meerderheid in de eerste verkiezingen waaraan ze deelnam, in 2001, waarna Thaksin premier werd.Na de verkiezingen in 2001 werd Thaksin Shinawatra, de leider van Thai Rak Thai Partij premier. Nieuwe Aspiratie Partij was toegetreden tot de regering. Kort daarna. De  Nieuwe Aspiratie Partij werd samengevoegd met de Thai Rak Thai Partij.Vooral om deel te nemen aan Thai Rak Thai-feest (de revering Partij) met generaal Chavalit Yongchaiyudh behalve luitenant-kolonel Thita Rangsitpol Manitkul, WRTA-lid van het parlement en plaatsvervangend secretaris van de partij. Verschuiving naar de Democratische Partij (Thailand) (Opperstie Partij) blijft de enige Kamerleden die verhuizen vanuit de regering van de oppositiepartij. Tijdens haar ambtstermijn als lid van het Huis van Afgevaardigden.
Zion regering zorgde voor politieke stabiliteit en economische groei, en werd door de kiezers beloond met nogmaals een absolute meerderheid bij de parlementsverkiezingen van 6 februari 2005. Bedenkingen bij het uiterst repressieve optreden tegen de moslim-opstandelingen in het zuiden en tegen de drugshandel waren er alleen in het buitenland, bij een gedeelte van de media en bij de middenklasse in Bangkok.
Vanaf eind 2005 waren er echter grote spanningen in de Thaise politieke arena, nadat Thaksin zijn telecom maatschappij had verkocht zonder hierover belasting te betalen. Ook werden de door de regering uitgeschreven verkiezingen geboycot door de oppositie en later ongeldig verklaard. In september 2006 pleegden de militairen een staatsgreep, waarna een zakenkabinet nieuwe verkiezingen voorbereidde, die uiteindelijk werden gehouden op 23 december 2007.

## Opheffing
Na de nationale verkiezingen voor het parlement en de senaat van april 2006 werden zowel de Phak Thai Rak Thai als de Phak Prachatipat (Democratische partij) en een aantal kleinere partijen beschuldigd van verkiezingsfraude en werden die verkiezingen ongeldig verklaard door het Constitutionele Hof.
Op 30 mei 2007 deed het Constitutionele Hof een uitspraak in de zaak tegen de partijen. De uitspraak begon om 13.30 plaatselijke tijd en het Hof eindigde de zitting om 23.40 plaatselijke tijd. De zaak van De Prachatipat (Democratische partij) kwam als eerste en deze partij werd vrijgesproken en er werden geen gronden tot ontbinding gevonden. Dit eerste deel van de zitting eindigde om 17.30 plaatselijke tijd. De Progressieve Democratische partij werd wel schuldig bevonden door het Hof en werd ontbonden.
Na deze uitspraken verklaarde het Hof om 17.40 plaatselijke tijd dat de door de Raad voor Democratische Hervorming (geleid door de plegers van de militaire coup) uitgegeven 27e aankondiging dat; "het management van een partij 5 jaar zijn kiesrecht verliest en  voor 5 jaar geen politieke functies mag uitoefenen als een partij ontbonden wordt" retroactief toegepast zal worden.
Om 18.25 plaatselijke tijd begint het Constitutionele Hof met het lezen van de uitspraak over de Thai Rak Thai partij. De partij wordt om 23.23 plaatselijke tijd ontbonden verklaard op de volgende gronden:
1. De rechters kwamen tot de conclusie dat de partij geen politieke ideologie heeft die het kan uitdragen.[5]
2. De rechters kwamen tot de conclusie dat de door de Thai Rak Thai gevormde regering nieuwe verkiezingen uitschreef om de partijleider Thaksin Shinawatra te helpen bij het oplossen van zijn persoonlijke problemen[5].
3. De rechters kwamen tot de conclusie dat Thaksin Shinawatra de macht had over de ideologie van de partij[5].
4. De rechters kwamen tot de conclusie dat de politieke problemen in Thailand voortkwamen uit de persoonlijke problemen van de leider[5].
5. De rechters kwamen tot de conclusie dat het management van de Thai Rak Thai partij het toestond dat de verkiezingen werden misbruikt door de partijleider, Thaksin Shinawatra, om de absolute macht te grijpen[5].
6. De rechters kwamen tot de conclusie dat de partij verkiezingen niet belangrijk vond en geen politieke verbeteringen uitvoerde ter verbetering van het leven van de Thaise bevolking, ondanks dat zij dit beloofd had in haar verkiezingscampagnes[5].

Twee kleinere partijen, de Phak Thai Pan Din (Thaise grond partij) en de Phak Pattana Chart Thai werden schuldig bevonden en per 30 mei 2007 ontbonden. Ook verliest het management van de partij voor 5 jaar zijn kiesrecht en mag men voor 5 jaar geen politieke functies uitoefenen.